# 芒代 (馬里)
芒代是馬里的城鎮，位於該國西南部尼日河左岸，距離巴馬科10公里，由庫利科羅區負責管轄，面積730平方公里，海拔高度333米，2009年人口59,352，人口密度為每平方公里81人。